# 1a etapa del Tour de França de 2010
La 1a etapa del Tour de França de 2010 es disputà el diumenge 4 de juliol de 2010 sobre un recorregut de 223,5 km entre Rotterdam i Brussel·les. El vencedor final fou l'italià Alessandro Petacchi (Lampre-Farnese Vini), 

## Perfil de l'etapa
Etapa totalment plana, sense cap dificultat muntanyosa, amb tres esprints intermedis, als km 73, 149,5 i 158,5. Els primers quilòmetres són per la costa de la mar del Nord, per a partir del km 80 dirigir-se cap al sud, cap Anvers i Brussel·les.

## Desenvolupament de l'etapa
Sols començar l'etapa tres ciclistes s'escaparen del gran grup formant l'escapada de la jornada: Lars Boom (Rabobank ProTeam), Maarten Wijnants (Quick Step) i Alan Pérez Lezaun (Euskaltel–Euskadi. Durant 170 km van encapçalar l'etapa. A manca de 30 quilòmetres per l'arribada Wijnants atacà i deixà enrere els seus companys d'escapada. A 25 km de l'arribada Wijnants veié com l'atrapava Alexandru Pliușchin (Team Katusha), que poc abans s'havia escapat del gran grup. Ambdós aconseguiren una diferència màxima d'un minut, però finalment foren atrapats a manca de 8 km per un gran grup que ja preparava l'esprint.
A manca de poc més de 2 km es produí una petita caiguda en la qual es van veure implicats Mark Cavendish i Óscar Freire. Poc després, i ja dins del quilòmetre final, hi hagué una nova caiguda en què es van veure implicats tots els homes importants de la general, tot i que sense conseqüències. Sols els ciclistes que anaven al capdavant del grup i que estaven preparant ja l'esprint final no es van veure afectats per aquesta caiguda i es jugaren la victòria a l'esprint, que veié una nova caiguda, aquest cop de Tyler Farrar en els darrers metres. Finalment el vencedor de l'etapa fou l'italià Alessandro Petacchi (Lampre-Farnese Vini), que d'aquesta manera aconseguia la primera victòria al Tour des del 2003.

## Esprints intermedis
| 1r | Lars Boom (NED)         | 6 pts |
| 2n | Alan Pérez Lezaun (ESP) | 4 pts |
| 3r | Maarten Wynants (BEL)   | 2 pts |

| 1r | Maarten Wynants (BEL)   | 6 pts |
| 2n | Alan Pérez Lezaun (ESP) | 4 pts |
| 3r | Lars Boom (NED)         | 2 pts |

| 1r | Alan Pérez Lezaun (ESP) | 6 pts |
| 2n | Lars Boom (NED)         | 4 pts |
| 3r | Maarten Wynants (BEL)   | 2 pts |

## Classificació de l'etapa
|    | Ciclista                  | Equip                 | Temps      |
| -- | ------------------------- | --------------------- | ---------- |
| 1  | Alessandro Petacchi (ITA) | Lampre-Farnese Vini   | 5h 39' 38" |
| 2  | Mark Renshaw (AUS)        | Team HTC-Columbia     | m. t.      |
| 3  | Thor Hushovd (NOR)        | Cervélo TestTeam      | m. t.      |
| 4  | Robbie McEwen (AUS)       | Team Katusha          | m. t.      |
| 5  | Mathieu Ladagnous (FRA)   | La Française des Jeux | m. t.      |
| 6  | Daniel Oss (ITA)          | Liquigas-Doimo        | m. t.      |
| 7  | José Joaquín Rojas (ESP)  | Caisse d'Epargne      | m. t.      |
| 8  | Christian Knees (GER)     | Milram                | m. t.      |
| 9  | Rubén Pérez Moreno (ESP)  | Euskaltel–Euskadi     | m. t.      |
| 10 | Jurgen Roelandts (BEL)    | Omega Pharma-Lotto    | m. t.      |

## Classificació general
|    | Ciclista                   | Equip                 | Temps      |
| -- | -------------------------- | --------------------- | ---------- |
| 1  | Fabian Cancellara (SUI)    | Team Saxo Bank        | 5h 19' 38" |
| 2  | Tony Martin (GER)          | Team HTC-Columbia     | + 10"      |
| 3  | David Millar (SCO)         | Garmin-Transitions    | + 20"      |
| 4  | Lance Armstrong (USA)      | Team RadioShack       | + 22"      |
| 5  | Geraint Thomas (GAL)       | Team Sky              | + 23"      |
| 6  | Alberto Contador (ESP)     | Astana Qazaqstan Team | + 27"      |
| 7  | Levi Leipheimer (USA)      | Team RadioShack       | + 28"      |
| 8  | Tyler Farrar (USA)         | Garmin-Transitions    | + 28"      |
| 9  | Edvald Boasson Hagen (NOR) | Team Sky              | + 32"      |
| 10 | Linus Gerdemann (GER)      | Milram                | + 35"      |

## Classificacions annexes

### Classificació per punts
| Classificació per punts   | Total  |
| ------------------------- | ------ |
| Alessandro Petacchi (ITA) | 35 pts |
| Mark Renshaw (AUS)        | 30 pts |
| Thor Hushovd (NOR)        | 26 pts |

### Classificació del millor jove
| Classificació del millor jove | Total      | Total |
| ----------------------------- | ---------- | ----- |
| Tony Martin (GER)             | 5h 19' 48" |       |
| Geraint Thomas (GAL)          | + 13"      |       |
| Edvald Boasson Hagen (NOR)    | + 22"      |       |

### Classificació per equips
| Classificació per equips | Total       | Total |
| ------------------------ | ----------- | ----- |
| Team RadioShack (USA)    | 16h 00' 19" |       |
| Team HTC-Columbia (USA)  | + 1"        |       |
| Garmin-Transitions (USA) | + 2"        |       |

## Abandonaments
- Mathias Frank (BMC Racing Team). Abandona per culpa d'una caiguda en el pròleg que li provoca una fractura a la mà.[3]
- Manuel Antonio Cardoso Leal (Footon-Servetto). Abandona per culpa d'una caiguda en el pròleg que li provoca una fractura a la clavícula dreta.[4]